# Space Chaser
Space Chaser ist eine Berliner Thrash-Metal-Band, die im Jahr 2011 gegründet wurde.

## Geschichte
Die Band wurde im Jahr 2011 gegründet. 2012 folgte ein erstes Demo. Durch Lupus Lindemann von Kadavar wurde das Label This Charming Man Records auf die Band aufmerksam. Bei dem Label schloss sich 2013 die EP Decapitron an. 2014 erschien bei demselben Label das Debütalbum Watch the Skies! das von Harris Johns im Music Lab Berlin aufgenommen worden war. Johns war 2012 während eines Auftritts der Band auf sie aufmerksam geworden und hatte der Gruppe angeboten, das Album für sie zu produzieren. Sowohl die EP als auch das Album wurde über Cargo Records vertrieben. Matthias Scheuerer, der auf dem Album zu hören ist, ist bereits der dritte Schlagzeuger in der Bandgeschichte. Für November 2014 sind Auftritte im Vorprogramm von Tankard geplant.

## Stil
Im Interview mit Matthias Mader vom Rock Hard gab der Gitarrist Leo Schacht an, dass die Bandmitglieder Fans vom US-amerikanischen Thrash Metal sind. Besonders sei die Band von Agent Steel beeinflusst worden, was sich laut Mader textlich gelegentlich bemerkbar mache. Schacht faszinierte vor allem der hohe Gesang. Laut Colin Brinker von metal.de spielt die Band auf Watch the Skies! Thrash Metal, der sich am Stil der 1980er Jahre orientiere. Vor allem Einflüsse von Bands aus der San Francisco Bay Area und von Gruppen wie Overkill, Destruction und Annihilator seien hörbar. Der Gesang erinnere an den von Bobby „Blitz“ Ellsworth von Overkill.

## Diskografie
- 2012: Demo (Demo, Eigenveröffentlichung)
- 2013: Decapitron (EP, This Charming Man Records / Cargo Records (Vertrieb))
- 2014: Watch the Skies! (Album, This Charming Man Records / Cargo Records (Vertrieb))
- 2016: Dead Sun Rising (Album, This Charming Man Records)
- 2021: Give Us Life (Album, Metal Blade Records)